# Townhill (pays de Galles)
Pour les articles homonymes, voir Townhill.
Townhill est une communauté de la cité et comté de Swansea, au pays de Galles.

## Géographie
Le quartier de Townhill se trouve juste à l'ouest du centre-ville de Swansea.

## Démographie
Au recensement de 2011, la communauté de Townhill comptait 8696 habitants.